# Ебрима Буаро
Ебрима Сори Буаро (енгл. Ebrima Sorry Buaro; 16. септембар 2000) гамбијски је пливач чија ужа специјалност су спринтерске трке слободним стилом. Национални је рекордер у трци на 100 метара слободним стилом у великим базенима.  

## Спортска каријера
Ебрима је дебитовао на највећим светским пливачким такмичењима 2018. на Светском првенству у малим базенима одржаном у кинеском Хангџоуу, а где је заузео укупно 115. место у квалификацијама трке на 50 метара слободним стилом. Годину дана касније, на Светском првенству у великим базенима у корејском Квангџуу 2019. такмичио се у квалификацијама трке на 50 слободно које је завршио на 119. месту са временом од 27,83 секунди. Месец дана након светског првенства по први пут је наступио на Афричким играма у Рабату.